# 籍贯
籍贯，通常指父親與祖父的長居地，籍贯在东亚地区古代一般情况下写到县域，如江宁府上元县，松江府上海县等，近现代一般情况下写到县或市一级，如江苏省淮安市，江苏省吴江县，浙江省杭州市等。

## 词源由来
中國歷史古代，「籍」是指一个人的家庭对朝廷负担的徭役种类，也就是指其所从事之职业，如“盐户”（专门为政府煮製食盐的）、“军户”（专门为政府服兵役的）等。南北朝诗歌《木兰诗》中木兰家就是军户，所以“昨日见军帖，可汗大点兵，军书十二卷，卷卷有爷名。”同一种户役的人户都编入一份册籍。
「贯」指一个人生長的所在，如“乡贯”、“里贯”。《隋书·经籍志》“其无贯之人，不乐州县编户者，谓之浮浪人。” 白居易《新丰折臂翁》诗：“翁云贯属新丰县，生逢圣代无征战。”
「籍贯」合在一起，指一个人生長的地點（贯），與徭役种类（籍）的登记文件。《魏书·景穆十二王列传》：“太兴弟遥， ……迁冀州刺史。遥以诸胡先无籍贯，奸良莫辨，悉令造籍。”不是说胡人没有生長的地點，而是並未登記。《魏书·宦官列传》：“石荣籍贯兵伍，……”即其籍编于军队。
从魏晋时期开始，政府对籍贯加强掌控，以避免徭役和赋税的流失。《魏书·食货志》：“自昔以来，诸州户口，籍贯不实。”指出当时籍贯的漏洞。

## 各地情況
在中國大陸、英國管治時期的香港、1980年代以前的臺灣，籍貫是很多文件表格中須要填寫的欄目，如同性别、年齡、學歷、職業等。

### 中國大陸
1931年中華民國的《戶籍法》中有對本籍登記的規定；中国大陆的户籍实行籍贯和出生地双重登记。个人档案有的也照此办理，有的则只登记籍贯信息。
今日中國大陸的籍貫填寫，按照中國共產黨中央委員會組織部及國家檔案局1991年頒布的《幹部檔案工作條例》中規定：籍貫填寫黨員本人的祖居地（指祖父的長期居住地）在上述規定中，雖然沒有對「長期」兩字作進一步的詮釋，但總的時間概念還是明確的。舉例來說，中國共產黨黨員甲的父親從世代居住的上海來北京工作，此後甲的父親一直在京居住，那麼北京就是其父的長期居住地。甲在填寫籍貫時，他的籍貫就是祖父的長期居住地上海，而不是北京。而甲的子女再填寫籍貫時，子女的籍貫就是北京了，除此之外，行政區劃的變動也需要照新的規劃填寫。
針對非中国共产党黨員的一般民眾，由公安部和各级公安机关文件规范籍贯填法。公安部公通字[1995]91号文件《关于启用新的常住人口登记表和居民户口簿有关事项的通知》（1995年12月19日）附件三《常住人口登记表和居民户口簿填写说明》：公民的籍贯填写本人祖父的居住地（户口所在地），填至区或不设区的市，农村填至县，但须冠以省、自治区、直辖市的名称或通用简称。弃婴，如果籍贯不详，应将收养人籍贯或收养机构所在地作为其籍贯。 外国人经批准加入中华人民共和国国籍的，填写其入籍前所在国家的名称。祖父去世的，填写祖父去世时的户口所在地；祖父未落常住户口的，填写祖父应落常住户口的地方；公民登记籍贯后，祖父又迁移户口的，该公民的籍贯不再随之更改。

### 香港
在香港，自從1997年香港主權移交中華人民共和國之後，網上學校行政及管理系統已不再需要學生填寫籍貫，而只需要學生填寫出生地。如果需要填寫籍貫，但不確定時，沒有硬性規定，一般可填寫祖父的戶籍地、長期居住地或成長地。

### 台湾
臺灣、澎湖自日本統治時代起將原有的漢人籍貫分類體系納入公文檔案。1992年中華民國政府為解決省籍情結與混淆問題，根據立法院法律系統載明異動理由為：「為根本解決省籍問題，進一步避免地域偏狹觀念，加強國家認同」，修訂《戶籍法》之中的本籍登記改為出生地登記。

### 新加坡
新加坡移民与关卡局签发的出生证明列有新生儿父母的“籍贯”（dialect group），为父母籍贯的方言。

### 日本
日本的戶籍法令採戶居分離的模式，住民票（類似於戶口名簿）以居住地為主，所有公共服務與權利（就學、投票權等）皆以住民票為基準，雖然住民票上會記載「本籍」，但是僅是一種形式，沒有實際用途。

## 類似概念
籍貫与故乡、出生地、祖籍地、戶籍地和居住地的意義不尽相同，尽管实际中会有重叠。
祖籍通常是追認極遙遠的祖先生長地，籍貫則是父親與祖父的長居地，戶籍是居民户口簿登記法定住址的所在地，居住地是其本人登記於居民身份证的現在定居住址。
明朝抗倭名將俞大猷，因先祖俞敏跟從明太祖征戰四方，以開國功臣襲泉州衛百戶官，便從家鄉直隸（南直隸）霍丘落戶當地，故祖籍是直隸霍丘，籍貫為福建晉江（今泉州市）。